# Lo de Clemente
Lo de Clemente är en ort i Mexiko.   Den ligger i kommunen Culiacán och delstaten Sinaloa, i den västra delen av landet, 1 000 km nordväst om huvudstaden Mexico City. Lo de Clemente ligger 119 meter över havet och antalet invånare är 126.
Terrängen runt Lo de Clemente är varierad. Runt Lo de Clemente är det mycket glesbefolkat, med 6 invånare per kvadratkilometer. Närmaste större samhälle är Quila, 16,3 km söder om Lo de Clemente. I omgivningarna runt Lo de Clemente växer huvudsakligen savannskog.